# Hertha Wambacher
Hertha Wambacher (Wenen, 9 maart 1903 – aldaar, 25 april 1950) was een Oostenrijks natuurkundige.

## Biografie
Wambacher verkreeg in 1922 het algemeen onderwijscertificaat aan een middelbare meisjesschool die geleid werd door de Vereniging van Aanvullend Onderwijs voor Vrouwen. Aansluitend studeerde ze scheikunde, later natuurkunde aan de Universiteit van Wenen.
Wambachers proefschrift aan het 2e natuurkunde instituut werd begeleid door Marietta Blau, met wie ze ook naar haar doctoraal in 1932 bleef samenwerken. De samenwerking van beide vrouwen betrof de fotografische methode voor het detecteren van geïoniseerde deeltjes. Voor hun methodisch studie aan het Instituut voor Radiumonderzoek van de Oostenrijkse Academie van Wetenschappen in Wenen ontvingen Blau en Wambacher in 1936 de Haitingerprijs en in 1937 de Ignaz Liebenprijs.
In datzelfde jaar, 1937, ontdekten ze gezamenlijk zogenaamde "desintegratie sterren" op fotografische platen die waren blootgesteld aan kosmische straling op een hoogte van 2300 meter boven zeeniveau. Deze sterren zijn patronen van deeltjesparen die ontstaan door nucleaire reacties als deeltjes van de kosmische straling botsen op de atoomkernen van de fotografische emulsie.
Nadat de joodse Blau Oostenrijk na de Anschluss in 1938 moest verlaten, zette Wambacher het werk voort om de deeltjes te identificeren uit de kernreacties (afsplintering) van kosmische straling met de bestandsdelen van de emulsie. Met dit werk behaalde ze in 1940 haar universitaire onderwijscertificaat, waarna ze les gaf aan de Universiteit van Wenen. In 1945 werd Wambacher, die volgens haar eigen woorden sedert 1934 tot de NSDAP behoorde, van de Weense universiteit verwijderd. Ze werd vastgehouden in Rusland en zou pas in 1946 zijn teruggekeerd. Ze kreeg kanker, maar kon nog steeds werken in een onderzoekslaboratorium in Wenen. Ze overleed op 25 april 1950 aan kanker.
- Gemeinsame Normdatei: 127403094
- International Standard Name Identifier: 0000 0000 1692 6167
- Virtual International Authority File: 57634316
- WorldCat: E39PBJpDP6Qdp7cGdpTYFyTbVC